# Lijst van burgemeesters van Roggel en Neer
Dit is een lijst van burgemeesters van de voormalige Nederlandse gemeente Roggel en Neer in de provincie Limburg, die op 1 januari 1993 ontstond door naamswijziging van de toenmalige gemeente Roggel en die per 1 januari 2007 is opgegaan in de nieuwe gemeente Leudal.
| Ambtsperiode | Naam burgemeester     | Partij of stroming | Bijzonderheden |
| ------------ | --------------------- | ------------------ | --- |
| 1993 - 2007  | Sjef (J.A.L.) Peeters | CDA                | Sinds 1983 burgemeester van Roggel en van 1985 tot 1991 tevens burgemeester van Neer. Van 2003 tot 2007 waarnemend. |